# Toran Caudell
Toran Caudell est un acteur né le 15 octobre 1982.

## Filmographie
- 1995 : Max Is Missing (TV) : Max
- 1996 : La Légende de Johnny Misto (Johnny Mysto: Boy Wizard) : Johnny Mysto
- 1996 : The Killing Jar : Young Michael Sanford
- 1996 : Hé Arnold ! ("Hey Arnold!") (série TV) : Arnold (I) (1996-1997), Wolfgang (1997-) (voix)
- 1997 : Les 101 Dalmatiens, la série (série TV) : Tripod (voix)
- 1997 : La Cour de récré (Recess) (série TV) : King Bob (voix)
- 1998 : Un papa qui s'affiche (Billboard Dad) : Surfer
- 2001 : La Cour de récré: Vive les vacances (Recess: School's Out) : King Bob (voix)
- 2004 : L.A. D.J. : Skinny Skater
- 2004 : The Eavesdropper : Cameron